# Вогонь смерті
«Вогонь смерті» (англ. Death and Cremation) — американський трилер 2010 року.

## Сюжет
Стен — звичайний американець, йому 59 років і він веде свій невеликий бізнес — крематорій в маленькому місті. Насправді, Стен вбиває людей, які поводяться дуже агресивно. У цьому ж містечку живе підліток Джаред, ізгой у школі, без батька і замість будинку фургон. У пошуках роботи, Джаред натикається на крематорій Стенлі і незвичайне спочатку спілкування перетворюється на ще більш незвичайне і грізне партнерство. Зникнення місцевих жителів, якими займається детектив міської поліції Фейрчайлд, приводять його спочатку до Стенлі, а потім і до його молодого помічника. Здається, для всіх учасників настає несподівана ситуація, яка для кожного закінчиться радикальним чином.

## У ролях
| Актор               | Роль             |
| ------------------- | ---------------- |
| Бред Дуріф          | Стен             |
| Джеремі Самптер     | Джаред Лірі      |
| Скотт Елрод         | Метт Фейрчайлд   |
| Деббон Ейер         | Марта Лірі       |
| Сем Інграффіа       | Рік Вотерс       |
| Деніел Болдуін      | Білл Вівер       |
| Стейсі Кінан        | Беккі Вівер      |
| Кейт Мехер          | Ліндсі Вівер     |
| Карлі Крейг         | Шеллі Фейрчайлд  |
| Блейк Гуд           | Девід            |
| Медісон Еджінтон    | Кортні           |
| Кевін Ельмс         | Райан            |
| Карен Стіл          | Марія            |
| Тайсон Турра        | Пітер Вотерс     |
| Селін Лозьєр        | Дженні Фейрчайлд |
| Ванесса Вандер Плюм | Мері Голд        |
| Одеса Клівленд      | місіс Дженкінс   |
| Джоанна Вебб        | Кетрін           |
| Деніел Алдема       | Джексон          |
| Джеймс Куні         | Ларрі            |
| Еван О'Коннор       | молодий Стен     |
| Крейг Поттер        | проректор        |
| Джоді Херелсон      | п'яний           |
| Деррілл Скотт       | приятель Девіда  |
| Оуен Стенлі         | поліцейський     |